# Falla transformant

Esquemes de falla transformante.

Una falla transformant o límit transformant és la vora del desplaçament lateral d'una placa tectònica respecte a una altra. La seva presència és notable gràcies a les discontinuïtats del terreny.
Aquest tipus de falles connecten les dorsals oceàniques o simplement acomoden el desplaçament entre plaques continentals que es mouen en sentit horitzontal. La falla transformant més important és la falla de San Andreas, a Califòrnia (EUA).